# ラプスカウス
ラプスカウス (lobscouse) は、肉とジャガイモから作るスカンディナヴィアの濃厚なシチューである。
新鮮な、または残り物の肉（通常は牛肉かラムだが、鶏肉、豚肉、ハムを用いることもある）とジャガイモがメインの材料である。その他、野菜（ニンジン、タマネギ、セロリ、ルタバガ等）やスパイス（コショウ、ショウガ、ハーブ類）も用いる。
ラプスカウスは恐らく、リヴァプール等の大きな港町で食べられていた船乗りのシチューまたはハッシュであるロブスカウスから（歴史的及び語源的に）影響を受けていると考えられる。似たような料理には、デンマークのlabskovs、スウェーデンのラップスコイス、フィンランドのラップスケウス、ドイツのラプスカウス等がある。
この料理は、ノルウェー系アメリカ料理にも現れる。1970年には、Norwegian America Lineの"the official menu for the seamen's mess"の一部となった。1980年代までに、ブルックリンの8番街（特に50丁目と60丁目の間）は、ノルウェー系アメリカ人の割合が大きかったため、"Lapskaus Boulevard"（ラブスカウスのブールバール）として知られていた。